# 남해 용문사 목조사천왕상
남해 용문사 목조사천왕상(南海 龍門寺 木造四天王像)은 대한민국 경상남도 남해군 용문사에 있는 사천왕상이다. 2005년 7월 21일 경상남도의 유형문화재 제428호로 지정되었다.

## 개요
용문사 천왕문 내 좌우측에 목조천왕좌상이 각각 2구씩 배치되어 있다. 향우측에 東方 指國天王, 南方 增長天王, 향좌측에 西方 廣目天王, 北方 多聞天王이 위치하며, 4구 모두 발을 아래로 내린 기형으로 발밑에는 잡귀 1구씩 각각 밟고 있다.
두부에는 화려한 보관을 쓰고 몸에는 갑옷을 착용하였는데, 양쪽 어깨에서 발 아래까지 천의자락이 흘러내리고 있다. 손의 지물로 동방은 琵琶, 서방은 龍과 如意珠, 남방은 長刀, 북방은 寶叉를 쥐고 있다.
사천왕상의 제작방법은 분할제작 기법으로 각 이음부분에 나무심을 끼워 처리하였으며, 때로는 철심으로 고정하였다.
상호는 방형이며 모두 분홍색이나, 다문천왕상은 적색을 띤 연한 검푸른빛의 육신색을 발라 구별하고 있다.
보관은 일부 장식들이 탈락한 것으로 보이나, 현재 증장천왕을 제외한 나머지 천왕들의 경우 무궁화를 장식하고 두마리의 봉황이 서로 마주보며 배치되어 있고 그 주변으로 각종 꽃으로 장식하였다. 증장천왕의 경우 보관 중앙에 날개를 크게 편 봉황 한 마리를 배치하고, 그 주위에 꽃과 화염문을 장식하였다.
착의는 肩甲 胸甲 腹甲 腰甲을 입었고, 머리 뒤쪽에서부터 발끝까지 대의가 늘어뜨려져 있는데 두부에 위치한 천의에는 대형 화염문이 장식되어 있고 하반신 아래 부분에는 8자로 매듭지어 있다. 증장천왕과 다문천왕의 대의는 결실된 상태이다.
사천왕상 발 아래의 생령좌는 따로 만들어 배치하였는데 악귀가 아닌 세속 관리인의 모습이다.

## 참고 문헌
- 남해 용문사 목조사천왕상 - 국가유산청 국가유산포털